# Мысырхан
Мысырхан (осет. Мысырхан) — персонаж нартского эпоса, дочь Сайнаг-Алдара, по другим версиям — дочь Луны.

## Мифология
Мысырхан была необыкновенной красоты. Её пытался соблазнить нартский герой Хамыц, который получил от своей тёти Кызмыды чудодейственный зуб (в эпосе он имеет название «Зуб Хамыца»), обладавший силой притягивать девушек в беспамятности к его владельцу. Хамыц подкараулил Мысырхан, когда её отец Сайнаг-Алдар, находясь в розыске Хамыца, был в отъезде и показал ей свой чудесный зуб. Объятая страстным чувством, Мысырхан сама подошла к Хамыцу с признанием в любви:

«У Сайнаг-Алдара была удивительной красоты дочь, слух о её красоте разнёсся повсюду. Дошёл он и до Хамыца. Но увидеть дочь Сайнаг-Алдара ему не удавалось, хотя он и подкарауливал её днём и ночью. Сайнаг-Алдар, опасаясь зуба Хамыца, выстроил для дочери неприступный замок и там прятал её.
Как-то Сайнаг-Алдар опять собрался на поиски Хамыца. Когда он выезжал из дому, его дочь Мысырхан выглянула ему вслед из замка. В этот момент Хамыц и показал ей зуб. … С того времени, как увидела Мысырхан зуб Хамыца, она металась взад-вперёд по замку: зуб Хамыца притягивал её. И вот красавица Мысырхан тут же предстала перед булатноусым Хамыцем и бросилась в его объятия. … А Хамыцу только этого и надо было: долго он забавлялся с красавицей Мысырхан, прежде чем они слились душа с душой».

Соблазнение Хамыцом Мысырхан стало причиной непримиримой вражды между ним и её отцом Сайдаг-Алдаром, который в последующем поединке нанёс своим прославленным мечом удар по чудесному зубу Хамыца и убил его.

## Имя
Мысырхан является распространённым осетинским женским именем.

## Источник
- Нарты. Осетинский героический эпос, т. 2, М., Главная редакция Восточной литературы, т. 2, 1989, ISBN 5-02-016996-X